# School 2021
School 2021 (en hangul, 학교 2021; en hanja, 學校 2021; romanización revisada, Hakgyo 2021), es una serie de televisión surcoreana transmitida del 24 de noviembre de 2021 hasta el 13 de enero de 2022 a través de la cadena KBS2.
La serie es la octava entrega de la franquicia "School" emitida a través de la KBS2.

## Sinopsis
Un grupo de jóvenes estudiantes asiste a una escuela secundaria especializada, donde eligen perseguir sus propios sueños en lugar de presentar el examen de ingreso a la universidad.
Gong Ki-joon, es un estudiante maduro que trabaja y asiste a la escuela al mismo tiempo. Practicó taekwondo y ganó medallas, sin embargo tuvo que dejar su pasión debido a una grave lesión en su tobillo. Luego de que el negocio de su padre quiebra, logra el trabajo de sus sueños después de aprender sobre el amor y la amistad.
Por otro lado, Jung Young-joo es un estudiante transferido que guarda un secreto y conoce del pasado a Ki-joon.
A ellos se les unen las estudiantes Jin Ji-won, una estudiante segura de sí misma con un sueño sólido, quien aunque constantemente se encuentra en conflictos con su madre, es muy abierta a la hora de expresar sus opiniones, y Kang Seo-young, una joven inteligente que se prepara duro para los exámenes de ingreso.
El grupo aprenderá sobre el amor, la amistad, el crecimiento de sueños y emociones, mientras luchan a través de los límites indefinidos en un entorno intenso.

## Reparto

### Personajes principales
- Kim Yo-han como Gong Ki-joon, un estudiante que perdió su sueño de practicar taekwondo debido a una lesión. Ha practicado taekwondo durante 11 años, por lo que cuando se ve obligado a retirarse del deporte que tanto le gusta, no está seguro qué es lo que debe de hacer. Aunque tiene una personalidad madura para su edad, no sabe qué hacer cuando se encuentra frente a la chica que le gusta. Poco después comienza a salir con Jin Ji-won, después de finalmente revelarle sus sentimientos.[9][10][11]
  - Moon Woo-jin como Ki-joon de joven (Ep. 2).
  - Jang Sun-yool como Ki-joon de pequeño (Ep. 1).
- Cho Yi-hyun como Jin Ji-won, una ambiciosa estudiante con un sueño inquebrantable. Expresa con confianza sus opiniones mientras experimenta un conflicto con su madre sobre ir a la universidad.[12][13][14] Está enamorada de Gong Ki-joon y aunque al inicio no se atreve a revelarle sus sentimientos, cuando él se le declara, comienzan a salir.[15]
  - Park Ye-rin como Ji-won de pequeña.
- Choo Young-woo como Jung Young-joo, un estudiante transferido con una personalidad aparentemente dura. Conoce a Gong Ki-joon desde que eran pequeños, sin embargo un terrible accidente los alejó. Cuando conoce a Kang Seo-young, la ayuda haciéndose pasar por su novio y más tarde comienzan a salir de verdad.[16][17]
  - Kim Jung-chul como Young-joo de pequeño (Ep. 2).
- Hwang Bo-reum-byeol como Kang Seo-young, una estudiante que se está preparando para presentar el examen de ingreso por su cuenta, con el objetivo de ingresar en cualquiera de las cinco mejores universidades de Corea del Sur.[18][19] Conoce a Jung Young-joo del pasado, luego de que él visitara el orfanato donde vivió. Aunque al principio no quiere aceptarlo, está enamorada de Young-joo, más tarde comienzan a salir.
- Jeon Seok-ho como Lee Kang-hoon, un nuevo maestro del Departamento de Arquitectura, valora más que los estudiantes el equilibrio entre la vida laboral y personal.

### Personajes secundarios

#### Alumnos (Clase 2-1)
- Kim Kang-min como Ji Ho-seong, un joven sincero acerca de todos sus sueños que cambian cada vez, así como el mejor amigo de Gong Ki-joon.[20][21]
  - Jung Shi-yool como Ho-seong de peqeuño.
- Seo Hee-sun como Go Eun-bi, una aprendiz de ídolo, quien parece tener un exterior frío y arrogante.[22]
- Yoon Yi-re como Lee Jae-hee, un estudiante y la hermana gemela de Lee Jae-hyuk y sobrina de la directora de la escuela. A diferencia de su hermano, ella quiere ser amiga de sus compañeros de clases. Poco a poco se que a ellos para impedir las injusticias de su tía.[23]
- Lee Sang-joon como Lee Jae-hyuk, un estudiante y el hermano gemelo de Lee Jae-hee. Es un joven arrogante que hace lo que quiera al saber que su familia tiene poder. Por lo general obtiene lo que quiere gracias a los chantajes que su tía hace.
- Lee Ha-eun como Jung Min-seo, una estudiante y amiga de Jin Ji-won, están en la misma clase.[24]
- Kim Nu-rim como Jong-bok, un estudiante y buen amigo de Gong Ki-joon.
- Kim Jin-gon como Hong Min-ki, un estudiante.
- Park Ga-ryul como Cho Tae-ri, un estudiante y amiga de Jin Ji-won, quien lucha y dice lo que piensa.
- Jung Ye-seo como Lee Hyo-joo, una estudiante y amiga de Jin Ji-won, a quien siempre cuida y apoya.
- Kim Cha-yoon como Kim Myung-a, una estudiante.
- Cha Joo-wan como Choi Tae-kang, un estudiante que está enamorado de Kang Seo-young y siente celos de Jung Young-joo.

#### Maestros
- Kim Kyu-seon como Song Chae-rin, una nueva maestra del Departamento de Arquitectura, que sabe cómo apoyar a los estudiantes.
- Lee Ji-ha como Goo Mi-hee, la presidenta de la escuela. Una mujer con dos caras, que está dispuesta a hacer lo que sea por proteger su posición.
- Kim Min-sang como Lee Han-soo, el jefe del departamento de asuntos escolares, quien valora la tasa de empleo más que los sueños de los estudiantes, por lo que secretamente entra en conflicto con ellos.
- Park Geun-rok como Shin Chul-min, un maestro al que le gusta pasar el rato con los niños.
- Shin Cheol-jin como Oh Jang-seok, el director.
- Go Eun-min como Kim Young-na.
- Im Jae-geun como Yeo Sam-yeol.

#### Familiares
- Park In-hwan como Gong Young-soo, el abuelo de Gong Ki-joon.[25][26]
- Kim Soo-jin como Jo Yong-mi, la madre de Jin Ji-won y Jin Jin-soo.[27]
- Jo Seung-yun como Jin Deok-gyu, el padre de Jin Ji-won y Jin Jin-soo.
- Kim Ye-ji como Jin Jin-soo, la hermana mayor de Jin Ji-won.
- Seo Jae-woo como Jung Chul-joo, el hermano mayor de Jung Young-joo.
- Jo Ryeon como Kim Seon-ja, la madre de Jung Young-joo y Jung Chul-joo.
- Noh Ha-yeon como Lee Ah-reum, la hija de Lee Kang-hoon.
- Lee Kan-hee como la madre de Gong Ki-joon (Ep. 16).

### Otros personajes
- Kim Hee-chang como Koo Byung-chul.
- Shin Gi-hwan como la compañera de trabajo de Jin Ji-won.
- Kwon Tae-jin como un entrenador de Taekwondo (Ep. 1).
- Seo Young-sam como un visitante de las oficinas de aprendiz (Ep. 2).
- Kim Sang-il como el asistente de Goo Mi-hee (Ep. 2-3).
- Lee Ji-hoon como el profesor Kim, un maestro (Ep. 5-6).
- Kim Oh-bok como el presentador del concurso de carpintería (Ep. 6).
- Park Jin-soo como Lee Ji Ah (Ep. 7).
- Jung Ye-bin como Kim Sung Shil (Ep. 7).
- Lee Yoon-sang como un juez (Ep. 7).
- Lee Hye-ra es una madre de la academia (Ep. 7).
- Na Ho-won como un conductor de autobús (Ep. 7).
- Kim Han-sang es un empleado (Ep. 8).
- Yoo Dam-yeon como la madre de Cha Kyung-min (Ep. 8, 11).
- Yoo Yong como un entrevistador de la agencia de talentos (Ep. 9).
- Park Young-bok como Man-soo (Ep. 10).
- Ahn Bok-ja una abuela esperando a su nieto (Ep. 11).
- Lee Do-hye como Jung Da-hye (Ep. 12).
- Yoon Cha-young como la señora Yoo (Ep. 12).
- Oh Ki-hwan como un padre molesto (Ep. 12).
- Kim Yoon-seol como una amiga de Kang Seo-young (Ep. 12).
- Goo Jae-yeon como la madre de Song Chae-rin (Ep. 12).
- Lee Woo-shin como un juez (Ep. 13).
- In Sung-ho como un gerente (Ep. 13).
- Kim Bum-suk como un abogado (Ep. 13).
- Jang Eui-don como un empleado (Ep. 13).
- Noh Hee-joong como un empleado (Ep. 13).
- Song Chang-gyu como un empleado (Ep. 13).
- Kim Kwang-suk como un investigador interno (Ep. 13).
- Park Byung-wook como el señor Park, un guardia de seguridad (Ep. 14).
- Lee Won-jin como un oficial (Ep. 14-15).
- Lee Moon-soo como Shin Eul-seop, como el CEO de la escuela (Ep. 14, 16).
- Seo Kwang-jae como un doctor (Ep. 14, 16).
- Hwang Joo-ho como un editor (Ep. 15).
- Kim Sa-hun como un reportero (Ep. 15).
- Shin Hee-gook como el asistente de Go Eun-bi (Ep. 15).
- Uhm Tae-ok como el asistente de Shin Chul-min (Ep. 15).
- Park Jin-soo como Ko Byun-ho, un reportero (Ep. 15).
- Shin Hee-chul como Choi Hyun-gyu, un reportero (Ep. 15).
- Ahn Se-min como un presentador del programa Music Bank (Ep. 16).
- Park Jin-woo como el niño saltando en el banco.

### Apariciones especiales
- Min Jin-woong como Jung-min (Ep. 1).
- Tae In-ho como Kim Moo-myung, un maestro (Ep. 1).
- Cha Sung-je como Cha Kyung-min de pequeño (Ep. 2).

## Episodios
La serie conformada por dieciséis episodios, fueron transmitidos todos los miércoles y jueves a las 21:30 Huso horario de Corea (KST) por la KBS2 del 24 de noviembre de 2021 al 13 de enero de 2022.

### Índice de audiencia
Los números en color rojo indican las calificaciones más bajas, mientras que los números en azul indican las calificaciones más altas.
| Episodio | Fecha de emisión        | Participación promedio de audiencia (Nielsen Korea) |
| Episodio | Fecha de emisión        | Nacional                                            |
| -------- | ----------------------- | --------------------------------------------------- |
| 1        | 24 de noviembre de 2021 | 2.8 % (27th)                                        |
| 2        | 25 de noviembre de 2021 | 1.6 % (39th)                                        |
| 3        | 1 de diciembre de 2021  | 2.0 % (35th)                                        |
| 4        | 2 de diciembre de 2021  | 1.6 % (36th)                                        |
| 5        | 8 de diciembre de 2021  | 1.6 % (42nd)                                        |
| 6        | 9 de diciembre de 2021  | 1.7 % (38th)                                        |
| 7        | 15 de diciembre de 2021 | 1.6 % (43rd)                                        |
| 8        | 16 de diciembre de 2021 | 1.6 % (36th)                                        |
| 9        | 22 de diciembre de 2021 | 1.5 % (43rd)                                        |
| 10       | 23 de diciembre de 2021 | 1.3 % (44th)                                        |
| 11       | 29 de diciembre de 2021 | 1.6 % (42nd)                                        |
| 12       | 30 de diciembre de 2021 | 1.7 % (41st)                                        |
| 13       | 5 de enero de 2022      | 1.8 % (39th)                                        |
| 14       | 6 de enero de 2022      | 1.6 % (47th)                                        |
| 15       | 12 de enero de 2022     | 2.0 % (38th)                                        |
| 16       | 13 de enero de 2022     | 1.6 % (47th)                                        |
| Promedio | Promedio                | 1.725 %                                             |

## Banda sonora
El OST de la serie está conformado por las siguientes canciones:

### Parte 1
| N.º | Intérprete                 | Canción            | Letra                                         | Música                                          | Duración |
| --- | -------------------------- | ------------------ | --------------------------------------------- | ----------------------------------------------- | -------- |
| 1   | Na Go-eun (de Purple Kiss) | "Dream On"         | Park Seong-jin, Shim Hyun-bo y Jeon Seung-woo | Park Seong-jin, Jeon Seung-woo y Choi Min-chang | 3:36     |
| 2   |                            | "Dream On" (Inst.) | -                                             | Park Seong-jin, Jeon Seung-woo y Choi Min-chang | 3:36     |

### Parte 2
| N.º | Intérpretes       | Canción          | Letra                                                     | Música                                         | Duración |
| --- | ----------------- | ---------------- | --------------------------------------------------------- | ---------------------------------------------- | -------- |
| 1   | 4MEN & David Yong | "My Way"         | Lineath Rajendran, Pek Jin-shen, Lim Jia-kang y Kim Dante | Lineath Rajendran, Pek Jin-shen y Lim Jia-kang | 2:59     |
| 2   |                   | "My Way" (Inst.) | -                                                         | Lineath Rajendran, Pek Jin-shen y Lim Jia-kang | 2:59     |

### Parte 3
| N.º | Intérprete | Canción                | Letra        | Música    | Duración |
| --- | ---------- | ---------------------- | ------------ | --------- | -------- |
| 1   | Rosanna    | "Way to You" (그런 맘) | Shim Hyun-bo | K.imazine | 4:06     |
| 2   |            | "Way to You" (Inst.)   | -            | -         | 4:06     |

### Parte 4
| N.º | Intérprete           | Canción                         | Letra        | Música                                          | Duración |
| --- | -------------------- | ------------------------------- | ------------ | ----------------------------------------------- | -------- |
| 1   | Mimi (de Oh My Girl) | "Can't Help Loving You"         | Shim Hyun-bo | Park Seong-jin, Jeon Seung-woo y Choi Min-chang | 4:06     |
| 2   |                      | "Can't Help Loving You" (Inst.) | -            | -                                               | 4:06     |

### Parte 5
| N.º | Intérprete   | Canción                                                      | Letra                                     | Música                | Duración |
| --- | ------------ | ------------------------------------------------------------ | ----------------------------------------- | --------------------- | -------- |
| 1   | Seo In-young | "I Am Not Asking for Much" (내가 많은 걸 바라는 게 아니잖아) | Yoon Min-soo (de Vibe) y Joseph (de 4Men) | Yoon Min-soo y Joseph | 4:45     |
| 2   |              | "I Am Not Asking for Much" (Inst.)                           | -                                         | Yoon Min-soo y Joseph | 4:45     |

### Parte 6
| N.º | Intérprete            | Canción             | Letra         | Música                          | Duración |
| --- | --------------------- | ------------------- | ------------- | ------------------------------- | -------- |
| 1   | Swan (de Purple Kiss) | "Absently" (멍하니) | Shim Hyeon-bo | Park Seong-jin y Choi Min-chang | 4:10     |
| 2   |                       | "Absently" (Inst.)  | -             | Park Seong-jin y Choi Min-chang | 4:10     |

### Parte 7
| N.º | Intérprete         | Canción                  | Letra                                                      | Música                                                 | Duración |
| --- | ------------------ | ------------------------ | ---------------------------------------------------------- | ------------------------------------------------------ | -------- |
| 1   | Solar (de Mamamoo) | "Winter Flower" (겨울꽃) | Playing Child (de high seAson) y Lim Ki-beom (high seAson) | Hwang Seong- jin (de RBW), Playing Child y Lim Ki-beom | 3:52     |
| 2   |                    | "Winter Flower" (Inst.)  | -                                                          | Park Seong-jin y Choi Min-chang                        | 3:52     |

### Parte 8
| N.º | Intérpretes                                  | Canción                 | Letra                                | Música                               | Duración |
| --- | -------------------------------------------- | ----------------------- | ------------------------------------ | ------------------------------------ | -------- |
| 1   | Lee Kun-woo (de JUST B) & Bae-in (de JUST B) | "Finally You" (결국 너) | Jeong Jong-min, RDHD1, RDHD2 y RDHD3 | Jeong Jong-min, RDHD1, RDHD2 y RDHD3 | 4:25     |
| 2   |                                              | "Winter Flower" (Inst.) | -                                    | Park Seong-jin y Choi Min-chang      | 4:25     |

## Premios y nominaciones
| Año  | Categoría               | Premios           | Nominado(a)              | Resultado | Ref.   |
| ---- | ----------------------- | ----------------- | ------------------------ | --------- | ------ |
| 2021 | Mejor actor revelación  | Premios KBS Drama | Kim Yo-han               | Ganó      | [ 68 ] |
| 2021 | Mejor actor revelación  | Premios KBS Drama | Choo Young-woo           | Nominado  | [ 68 ] |
| 2021 | Mejor actriz revelación | Premios KBS Drama | Hwang Bo-reum-byeol      | Nominada  | [ 68 ] |
| 2021 | Mejor actriz revelación | Premios KBS Drama | Cho Yi-hyun              | Nominada  | [ 68 ] |
| 2021 | Mejor actor de reparto  | Premios KBS Drama | Kim Kang-min             | Nominado  | [ 68 ] |
| 2021 | Mejor pareja            | Premios KBS Drama | Kim Yo-han y Cho Yi-hyun | Ganaron   | [ 68 ] |

## Producción
Originalmente la serie era conocida como School 2020, sin embargo, luego de una serie de cambios cambió a "School 2021".
La serie es dirigida por Kim Min-tae, quien cuenta con el apoyo de los guionistas Jo Ah-ra y Dong Hee-sun.
En febrero de 2020, se confirmó que Kim Yo-han había sido elegido para interpretar a Kim Tae-jin, el protagonista masculino, mientras que la actriz Ahn Seo-hyun había sido elegida para interpretar a Na Geum-young, la protagonista femenina. Sin embargo, más tarde se anunció que se le había ofrecido el papel principal femenino a la actriz Kim Sae-ron, lo que generó confusión. Seo-hyun reveló que había sido notificada que ya no interpretaría el papel, lo que posteriormente generó una serie de controversias, ya que comentó que había aceptado el papel en mayo del 2019 y llevaba más de un año preparándose para el personaje. Debido a esto, el equipo de producción anunció que luego de que ocurrieran una serie de desacuerdos entre el padre de la actriz (quien es su manager) y los productores de la serie, se había tomado la decisión de ya no contar con Seo-hyun. 
El 10 de abril de 2020 se anunció que debido a las controversias generadas, se había decidido que el drama titulado "School 2020" sería cancelado. Sin embargo, después de realizar una revisión y cambios en el guion y los personajes, se reprogramó el estreno y la serie fue renombrada como "School 2021".
Finalmente en abril de 2021, se confirmó que los actores Cho Yi-hyun y Kim Young-dae se unirían al elenco principal, sin embargo en julio del mismo año la agencia del actor Young-dae anunció que lo habían retirado de la serie ya que las cosas eran diferentes de lo que se había discutido originalmente. Más tarde se anunció que el actor Choo Young-woo se había unido al elenco principal de la serie reemplazando a Young-dae.
El 14 de noviembre de 2021 se anunció que el estreno de la serie sería pospuesto del 17 de noviembre del mismo año al 24 de noviembre, debido a que el actor Kim Yo-han, había dado positivo por COVID-19, después de que un actor secundario de la serie con quien había tenido contacto también diera positivo. El equipo de producción de la serie anunció que el resto de elenco y el equipo de producción había dado negativo, después de hacerse la prueba.
La primera lectura del guion fue realizada en 2021, mientras que la conferencia de prensa en línea fue realizada el 24 de noviembre del mismo año.
La serie también contó con el apoyo de la compañía de producción SR Pictures.

### Distribución internacional
La serie también es distribuida a través de Viki.

### Recepción
El 18 de enero de 2022, Good Data Corporation compartió su nueva clasificación de los dramas y miembros del elenco que generaron más revuelo durante la semana. Las listas se compilaron a partir del análisis de artículos de noticias, publicaciones de blogs, comunidades en línea, videos y publicaciones en redes sociales sobre los dramas que están actualmente al aire o que saldrán al aire próximamente. La serie obtuvo el puesto número 8 en la lista de dramas, más comentados de la semana.
El 18 de enero de 2022, Good Data Corporation compartió su nueva clasificación de los dramas y miembros del elenco que generaron más revuelo durante la semana. Las listas se compilaron a partir del análisis de artículos de noticias, publicaciones de blogs, comunidades en línea, videos y publicaciones en redes sociales sobre los dramas que están actualmente al aire o que saldrán al aire próximamente. La serie obtuvo el puesto número 10 en la lista de dramas, más comentados de la semana.